# Kandhamal
Der Distrikt Kandhamal (Oriya କନ୍ଧମାଳ ଜିଲ୍ଲା Kandhamāḷa Jillā) befindet sich im indischen Bundesstaat Odisha.
Verwaltungssitz ist die Stadt Phulbani.
Der Distrikt entstand am 1. Januar 1994 mittels Teilung des damaligen Distrikts Phulbani in die neu gegründeten Distrikte Kandhamal und Boudh.

## Lage
Der Distrikt erstreckt sich über eine Fläche von 8021 km² (nach anderen Angaben 7654 km²) im Bergland der Ostghats.
Die Flüsse Tel und Mahanadi umfließen das Distriktgebiet im Westen und Norden.

## Einwohner
Beim Zensus 2011 betrug die Einwohnerzahl 733.110. Das Geschlechterverhältnis lag bei 1037 Frauen auf 1000 Männer.
Die Alphabetisierungsrate belief sich auf 64,13 % (76,93 % bei Männern, 51,94 % bei Frauen).

## Verwaltungsgliederung
Der Distrikt besteht aus zwei Sub-Divisionen: Baliguda und Kandhamal.
Zur Dezentralisierung der Verwaltung ist der Distrikt in 12 Blöcke unterteilt:
- Balliguda
- Chakapad
- Daringibadi
- G.Udayagiri
- Kanjamendi Nuagaon
- Khajuripada
- Kotagarh
- Phiringia
- Phulbani
- Raikia
- Tikabali
- Tumudibandh

Des Weiteren gibt es 12 Tahasils:
- Balliguda
- Chakapada
- Daringibadi
- G. Udayagiri
- Kandhamal
- Kanjamendi Nuagaon
- Khajuripada
- Kotagarh
- Phiringia
- Raikia
- Tikabali
- Tumudibandha

Im Distrikt befinden sich folgende ULBs: die Municipality Phulbani sowie das Notified Area Council (NAC) G. Udayagiri.
Außerdem sind 153 Gram Panchayats im Distrikt vorhanden.